# Sorin Cucu
Sorin Daniel Cucu (n. 17 iunie 1990, Galați) este un fotbalist român, care evoluează pe postul de fundaș stânga la clubul din Championnat National, ASM Belfort.